# HK Drott

HK Drott is een handbalclub uit Halmstad (Zweden). De club is tienvoudig nationaal kampioen, met de laatste overwinning in 2002. 
Oorspronkelijk was HK Drott een voetbalclub. In 1936 kwam er een handbalsectie, en in 1940 werd de voetbalsectie opgeheven. 